# Pseudomyrmex atripes
Pseudomyrmex atripes är en myrart som först beskrevs av Smith 1860.  Pseudomyrmex atripes ingår i släktet Pseudomyrmex och familjen myror. Inga underarter finns listade i Catalogue of Life.

## Bildgalleri

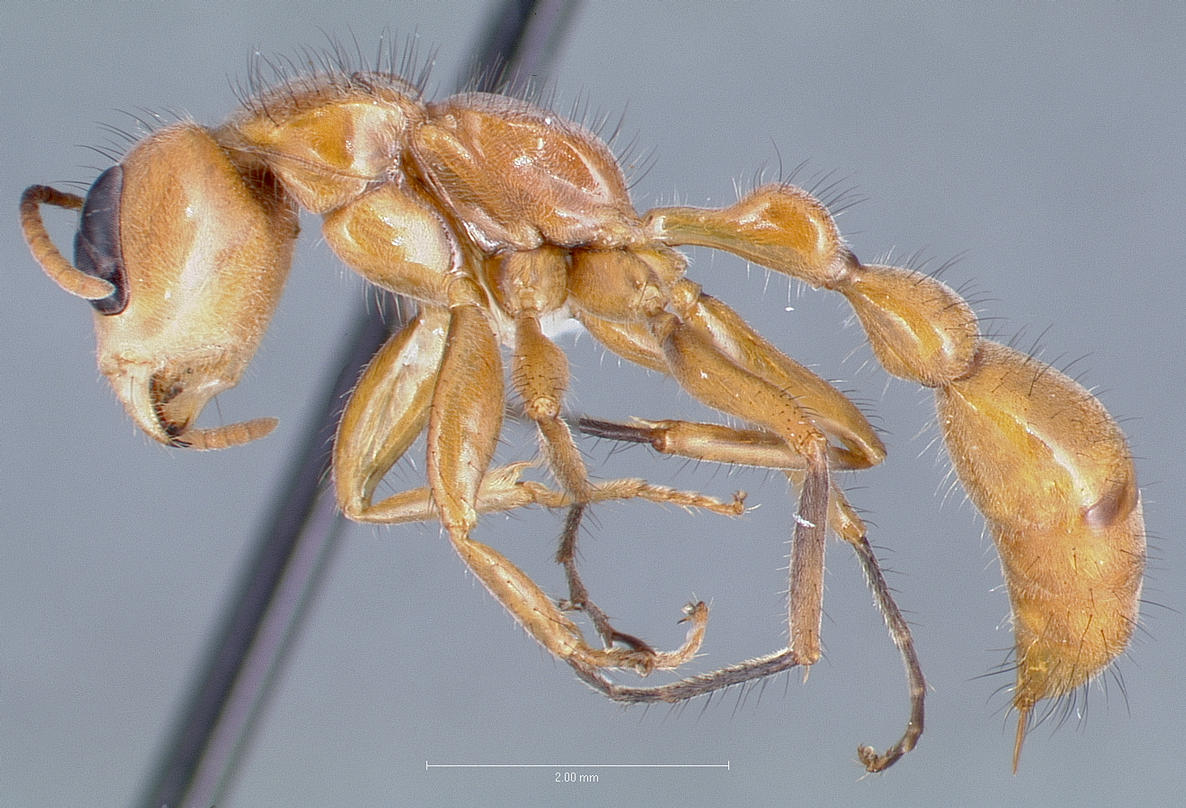
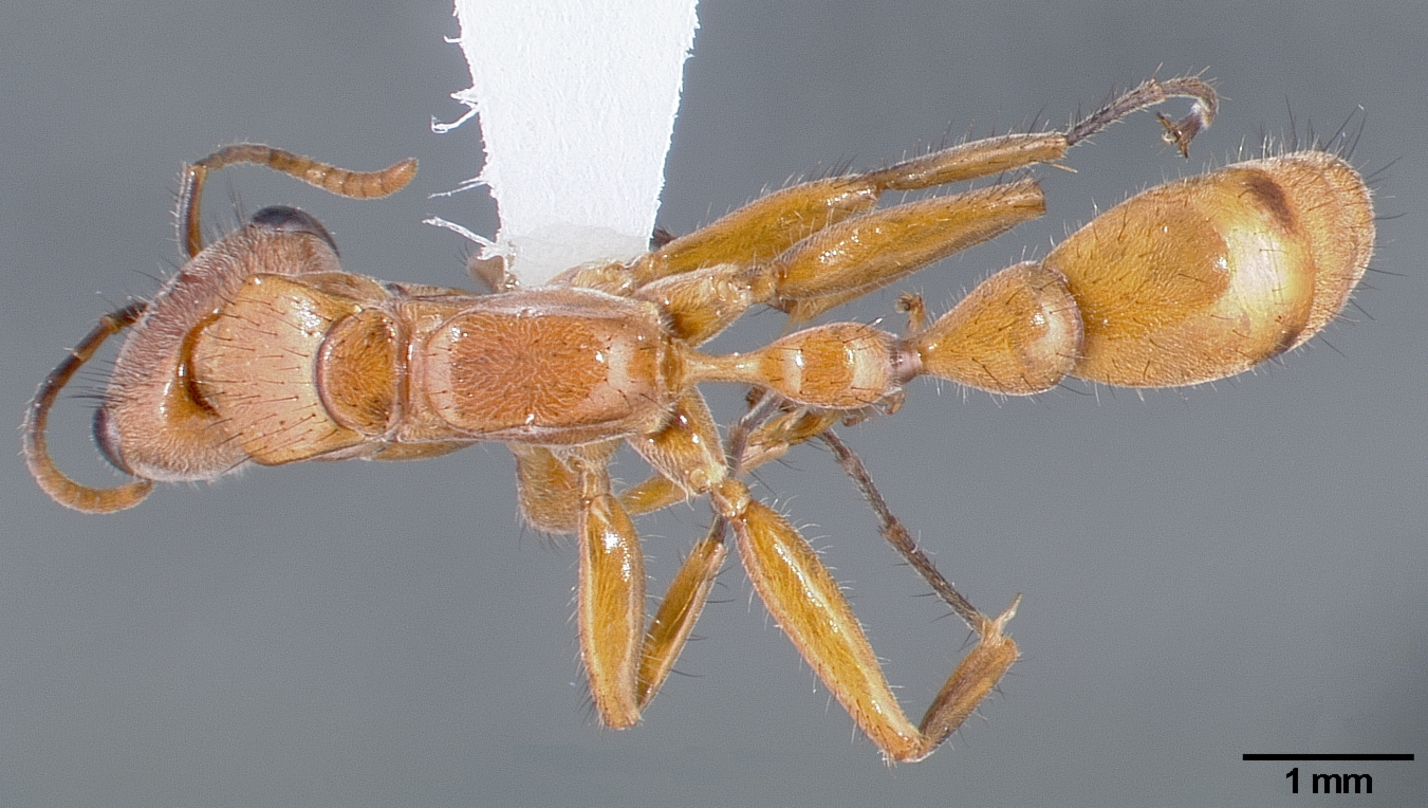
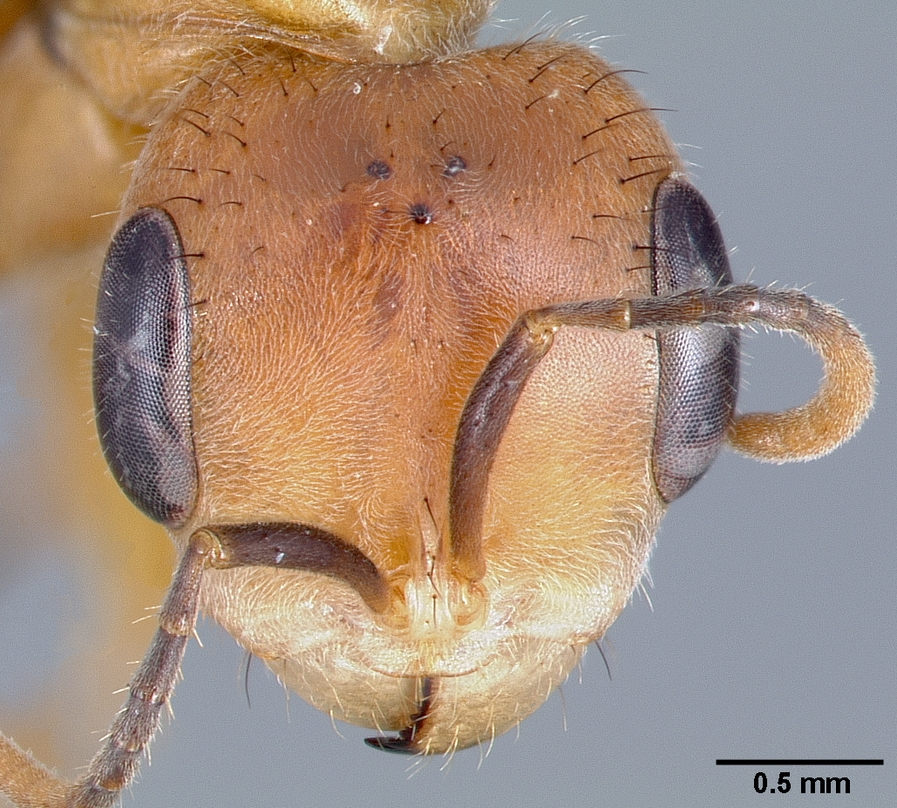
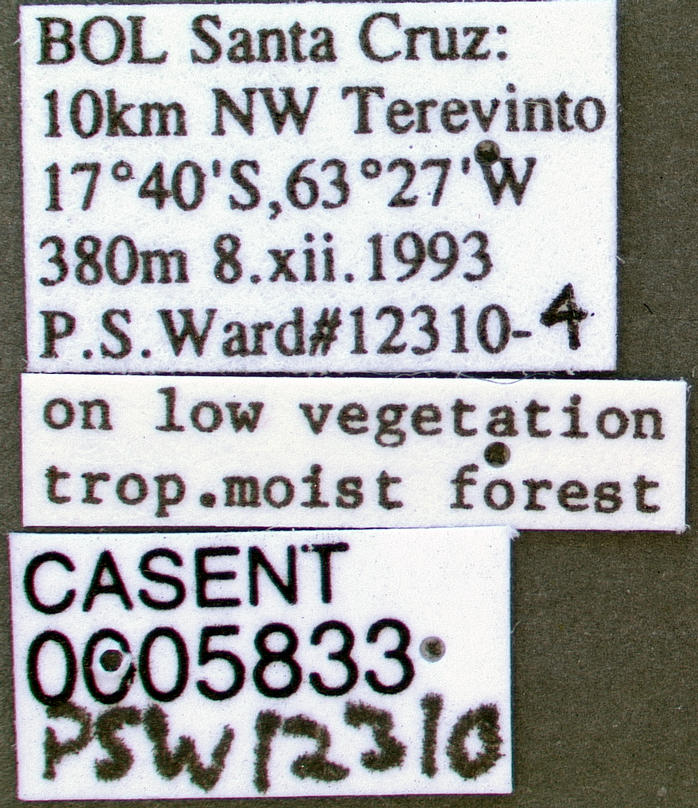
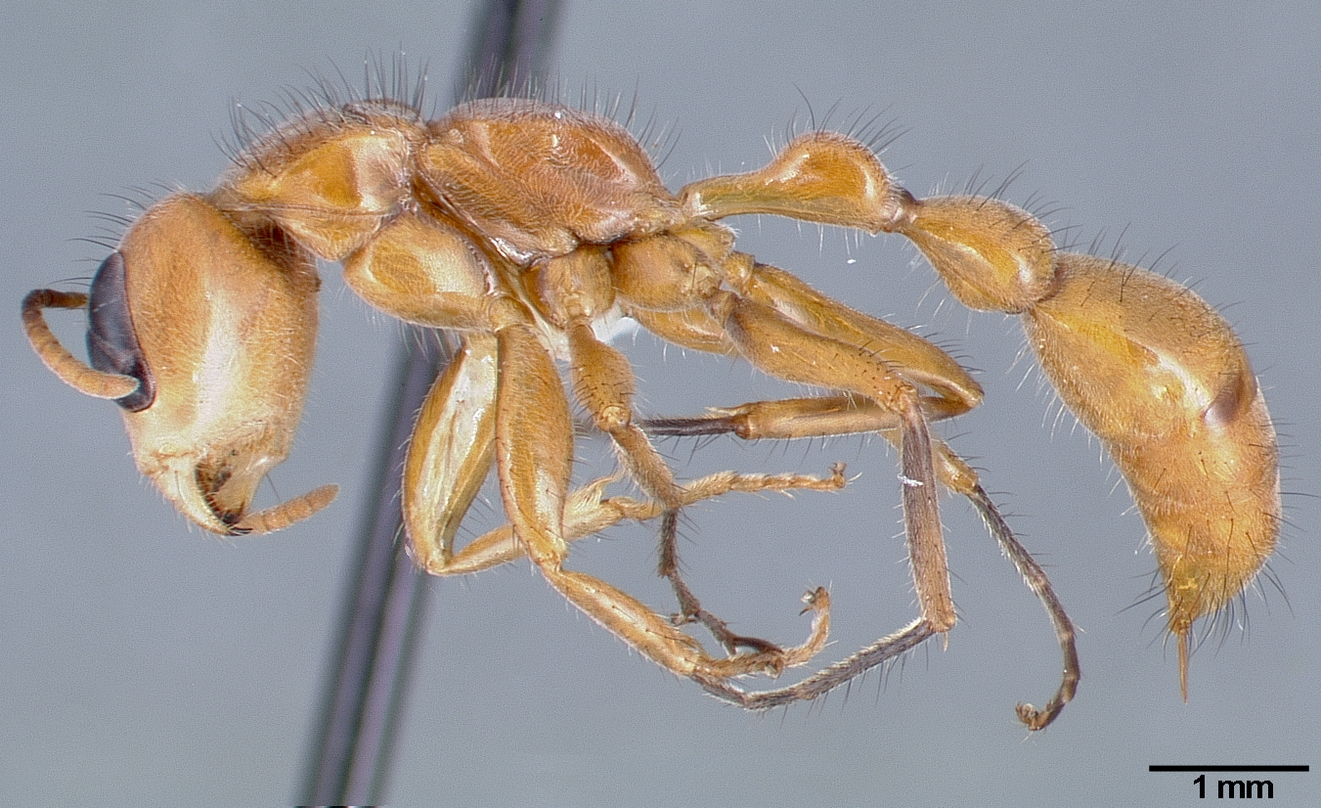